# لوسیشن نایسه
لوسیشن نایسه ((به چکی: Lužická Nisa)؛ (به آلمانی: Lausitzer Neiße)؛ (به لهستانی: Nysa Łużycka)؛ (زبان سوربی بالایی: Łužiska Nysa)؛ (زبان سوربی پایینی: Łužyska Nysa)) نام یک رود در کشورهای لهستان، جمهوری چک و آلمان است.
این رود از کوه‌های ایزرا که بخشی از رشته‌کوه سودتس است، سرچشمه می‌گیرد. کوه‌های ایزرا در نزدیکی شهر نووا وس ناد نیسوو کشور جمهوری چک واقع هستند.
این رودخانه پس از پیمودن یک مسافت ۵۴ کیلومتری در داخل سرزمین‌های جمهوری چک، به مرز مشترک سه کشور چک، لهستان و آلمان می‌رسد. سپس این رودخانه ۱۹۸ کیلومتر دیگر ادامه می‌یابد تا سرانجام به رودخانه اودر بپیوندد. این ۱۹۸ کیلومتر، بخشی از مرز اودر-نایسه می‌باشد.

## شهرها
- یابلنتس ناد نیسو، جمهوری چک
- لیبرتس، جمهوری چک
- چراستاوا، جمهوری چک
- هرادک ناد نیسو، جمهوری چک
- تسیتا، آلمان
- بوگاتینیا، لهستان
- ازگوژلتس، لهستان؛ گرلیتز، آلمان
- پینسک، لهستان
- باد موسکاو، آلمان؛ ونکنیتسا، لهستان
- فرست، آلمان
- گوبن، آلمان؛ گوبین، لهستان

## نگارخانه

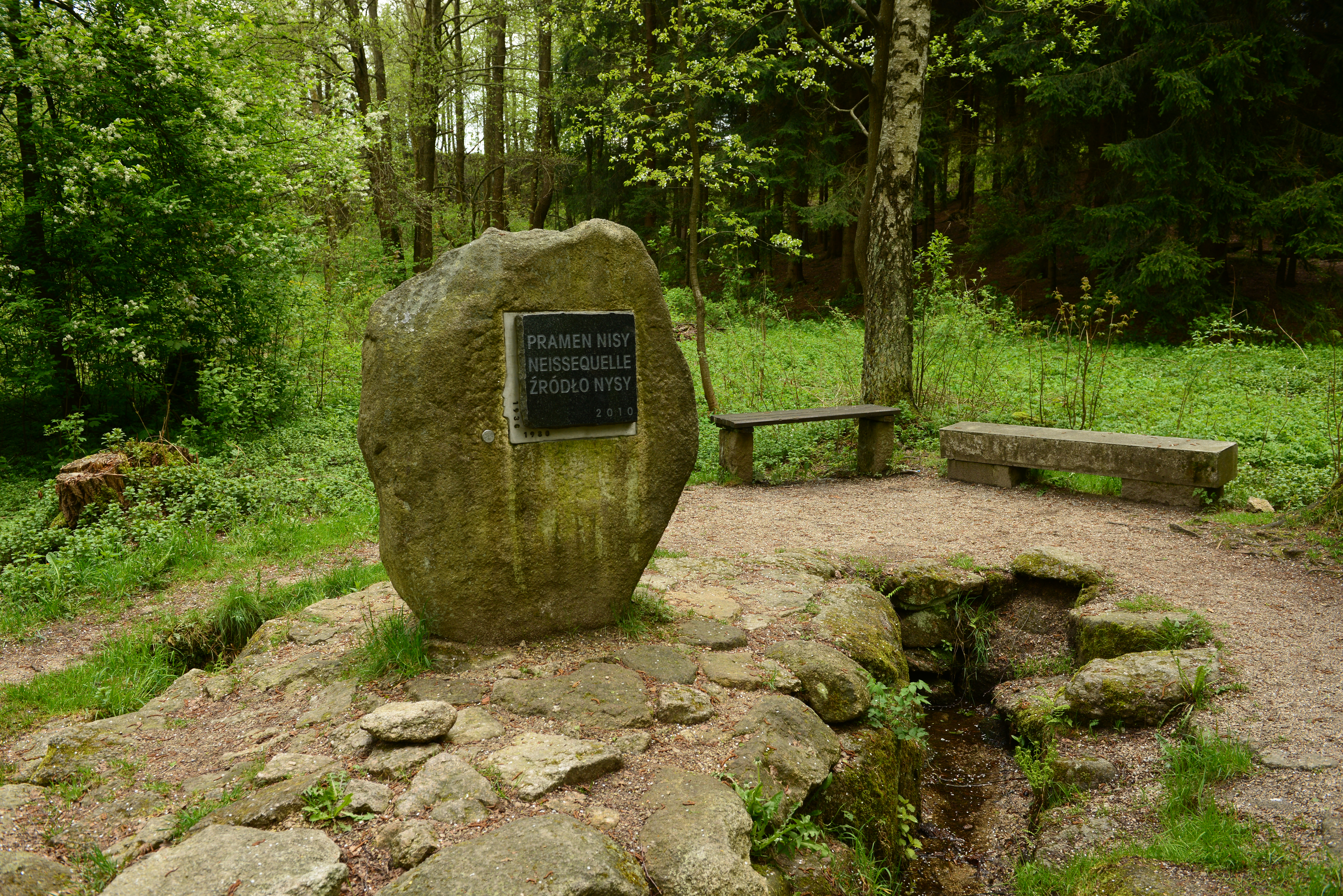
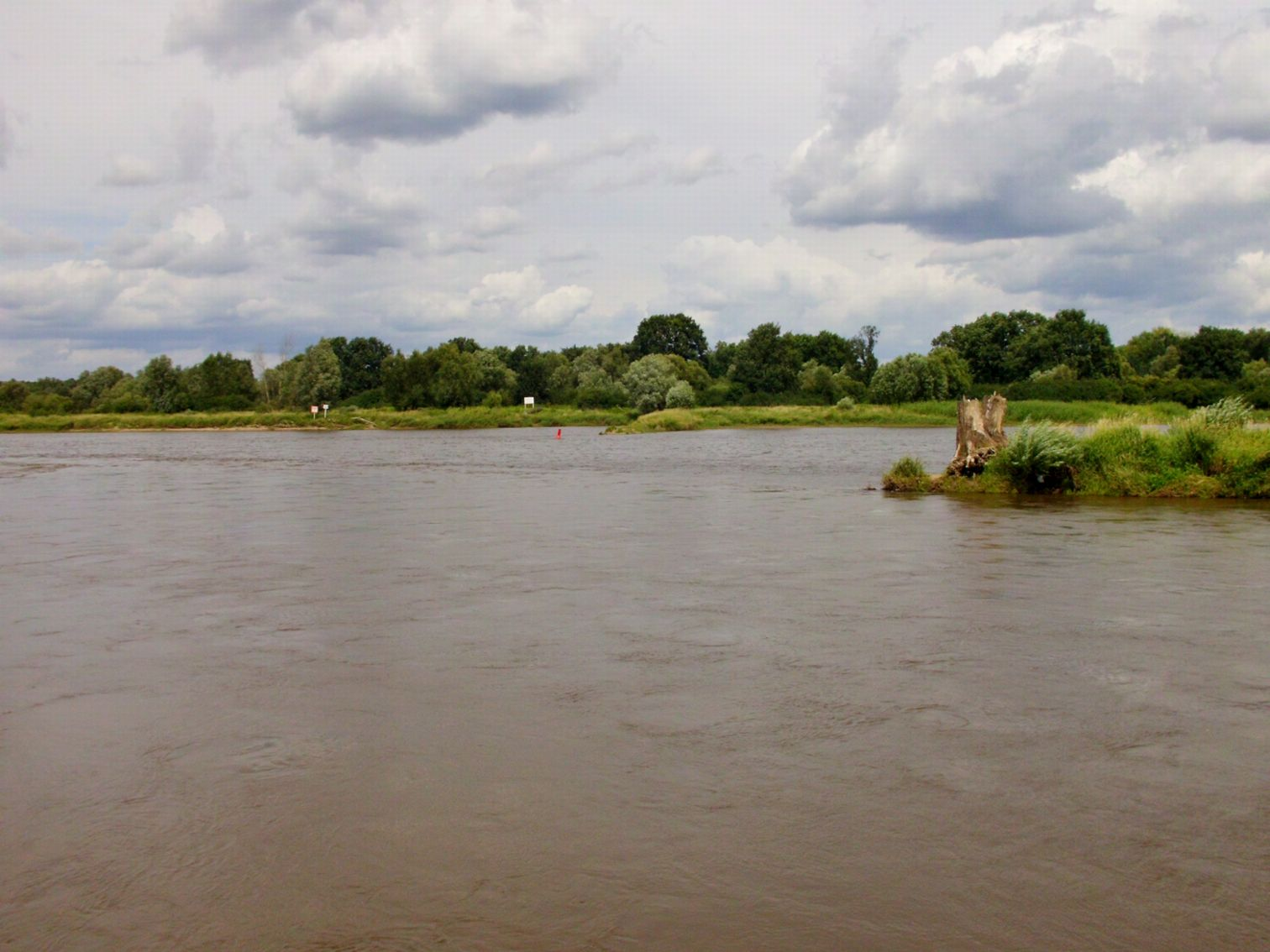
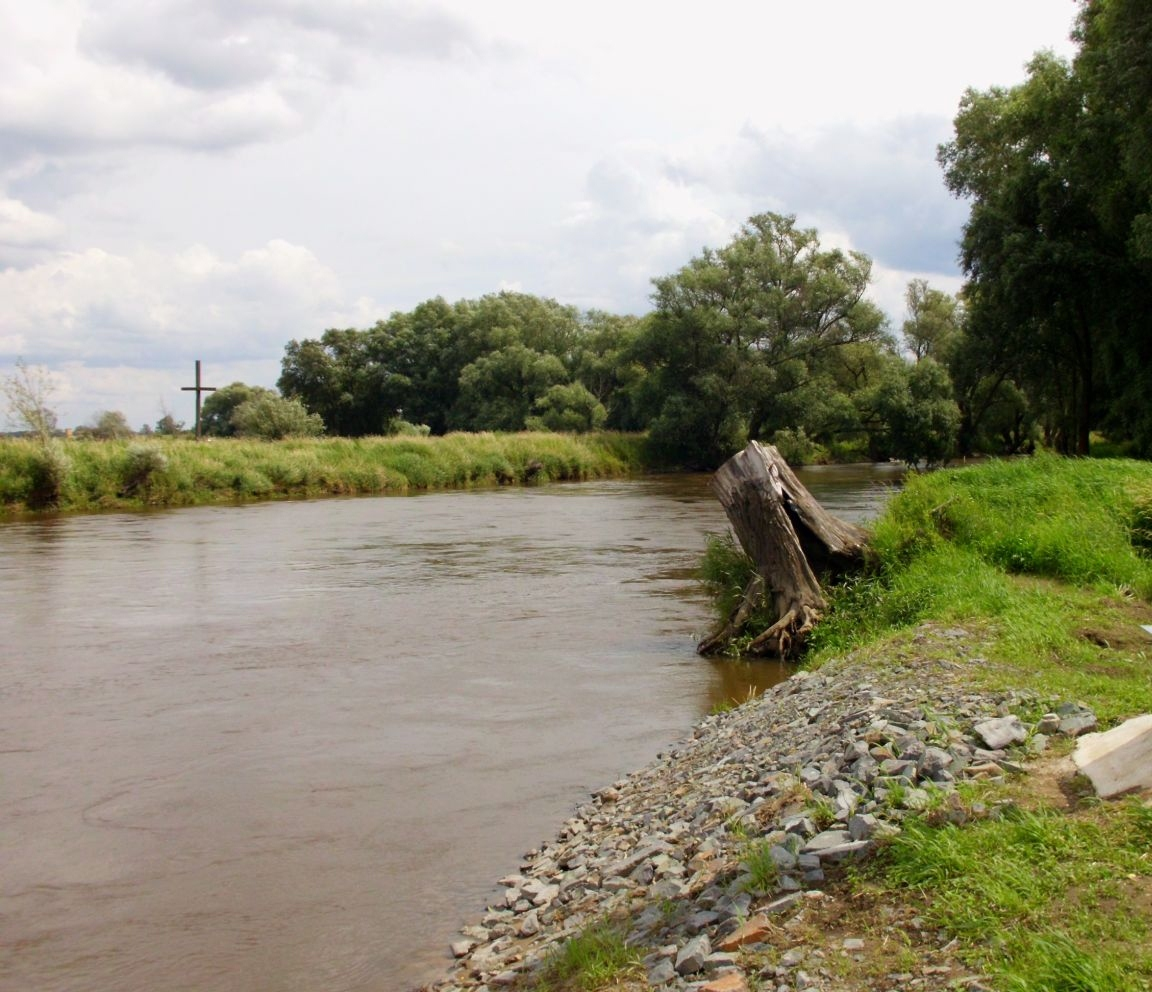